# 阜成路
39°55′21″N 116°18′29″E / 39.92263°N 116.30814°E
阜成路是位于中国北京市海淀区的一条道路。

## 简介
阜成路为东西走向。该路东起三里河路，与阜成门外大街相连，西至西四环中路，与阜石路相连。全长7316米。始于清道光30年（1830年）所辟京门路，1990年扩建至22.2至32米宽。